# Олга Кормухина
Олга Борисовна Кормухина (на руски: О́льга Бори́совна Корму́хина) е съветска и руска рок и поп певица, актриса и режисьорка. Тя е заслужила артистка на Русия от 2016 г.
Издала е 7 албума (включително с групите „Рок ателие“ и „Красная пантера“). Съпруга e на китариста Алексей Белов от група „Горки Парк“.

## Биография
Родена е в Горкий на 1 юни 1960 г. Завършва средно училище (1977) и веднага постъпва в Архитектурния факултет на Горковския държавен архитектурно-строителен институт (днес Нижегородски държавен архитектурно-строителен университет). Постъпва в Режисьорския факултет на Всеруския държавен институт по кинематография (ВГИК) през 2007 г.
Първата ѝ певческа изява е на всесъюзния джаз рок фестивал „Нижегородска пролет“ през 1980 г. Талантът на Кормухина е забелязан от известния джаз диригент Олег Лундстрем, който убеждава младата певица да се премести в Москва и да учи в музикалния институт „Гнесини“.
През 1987 г. влиза в група „Рок ателие“, нашумяла с хита „Замыкая круг“. Издават албум на дълосвиреща плоча, озаглавен „Ольга Кормухина и Рок-ателье“, през 1988 г.
Скоро след записването на албума Кормухина напуска формацията. По инициатива на Ованес Мелик-Пашаев Кормухина става вокалистка на група „Красная пантера“. В групата са и музикантите Вадим Усланов (бас-китара), Олег Ховрин - Кобрата (ударни), Валерий Казаков (клавишни), китаристите Игор Андреев и Константин Веретенников от група „Черный кофе“. Стилът е ориентиран към хардрок звученето и записва албума „Время пришло“. Прави запомнящи се концерти на фестивалите „Ветер перемен“ и „Интершанс“. Разпада се през 1989 г.
След разпадането на „Красная пантера“ Кормухина започва солова кариера. През 1991 г. издава първия си самостоятелен албум „За гранью слов“. В записите на албума участват Сергей Алмазов (китара), Евгений Палистратов (бас), Александър Ефимов (клавишни), Сергей Черняков и Андрей Потонин (ударни). През 1992 г. певицата печели премията „Овация“ за най-добра рок певица на годината.
Следва няколкогодишна творческа пауза, прекъсната през 1997 г., когато излиза клипът към песента „Право на любовь“.
През 1999 г. сключва брак с китариста Алексей Белов, който написва голяма част от хитовете ѝ. През 2005 г. излиза песента „Я падаю в небо“, която става и заглавна песен за едноименния албум, издаден през 2012 г. Кормухина и Белов гастролират с програма, включваща както авторски песни, така и известни световни хитове на изпълнители като „Queen“, „Лед Цепелин“ и Тина Търнър.
През 2014 г. Кормухина и Белов участват в церемонията на закриването на Олимпиадата в Сочи с изпълнение на песента „Moscow calling“ на „Горки Парк“. Освен това певицата участва в телевизионните предавания „Две звезды“ и „Точь в точь“.
Последният ѝ албум „Соль“ излиза през 2016 г. Певицата представя новата си концертна програма „Индиго“ през ноември 2016 г.

## Дискография

### „Рок ателие“
- Ольга Кормухина и Рок-ателье – 1988

### „Красная пантера“
- Время пришло – 1989

### Соло
- За гранью слов – 1991
- Падаю в небо – 2012
- Падаю в небо. МХАТ им. М.Горького – 2014
- Шепоты и крики – 2015
- Соль – 2016

## Музикални изяви

### Участия в концерти
- Ден на семейството, любов и вярност 2012 – изп. „Путь“
- Нашествие 2014 – изп. „Время пришло“, „Я знаю всё“, „Микс на Лед Цепелин“, „Путь“, „Я падаю в небо“, „Кукушка“
- Ден на семейството, любов и вярност 2014 – изп. „Нас учили жить птицами“
- Нашествие 2015 – изп. „Нас учили быть птицами“, „Я падаю в небо“ (дует с Варя Кистяева), „Bohemian Rhapsody“, „Группа крови“
- Нашествие 2016 – изп. „Падаю в небо“, „Нас учили быть птицами“, „Фишка“, „Путь“, „Moscow Calling“ (дует с Алексей Белов), „Кукушка“
- Ден на семейството, любов и вярност 2016 – изп. „Говори не молчи“ (дует с Алексей Белов)

### Участия в телевизионни и празнични музикални програми
- „Коледни срещи на Алла Пугачова 2012“ – изп. „Путь“
- Нова година на първи канал – 2014! – изп. „Love Hurts“ (дует с Наргиз Закирова)
- „Собственост на Република: Валери Леонтиев“ – изп. „Там в сентябре“
- „Гласът на Русия 4: Полуфинал“ – изп. „Карузо“ (с участници Витолд Петровский и Иеромонах Фотий от екипа на Григорий Лепс)
- „Собственост на Република: Лариса Долина“ – изп. „Затяжной прыжок“